# Xyris tortilis
Xyris tortilis là một loài thực vật hạt kín trong họ Hoàng đầu. Loài này được Wand. miêu tả khoa học đầu tiên năm 1983.